# Annenhof (Nossendorf)
Annenhof ist ein Ortsteil der vorpommerschen Gemeinde Nossendorf im Landkreis Mecklenburgische Seenplatte in Mecklenburg-Vorpommern. Hier leben etwa 70 Einwohner (Stand 2014).

Trebelwiesen von Annenhof Richtung Nehringen

## Geografische Lage

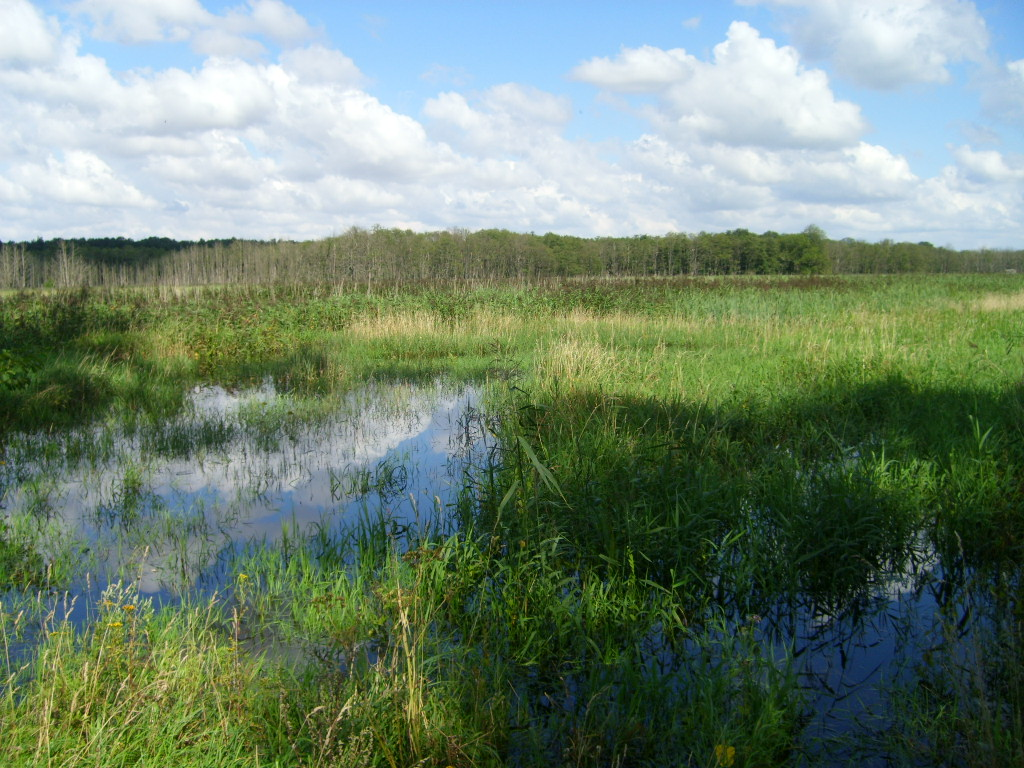
Moorwiesen an der Trebel bei Annenhof

Annenhof liegt zwölf Kilometer nordwestlich der Stadt Demmin. Es grenzt im Norden und Westen an ein Moor- und Renaturierungsgebiet. Südlich des Dorfes liegt der Fluss Trebel, der die Grenze zwischen dem vorpommerschen Annenhof im Norden und dem mecklenburgischen Brudersdorf im Süden bildet. Sechs Kilometer nordwestlich entlang der Trebel sind die Orte Rodde-Camper und Nehringen. Der Weg zu diesen Orten durch das Renaturierungsgebiet Trebeltal ist bereits seit einigen Jahren überschwemmt und daher nicht mehr passierbar. Nur ein kleiner, knapp über dem Wasser liegender Pfad, welcher nach Rodde führt, ist noch zu Fuß begehbar. Die einzige feste Straßenverbindung führt ins benachbarte Volksdorf. Im Osten führen der alte und neue Burggraben bis nach Medrow.

## Geschichte
In der „Geschichte der Stadt Demmin“ aus dem Jahr 1772 wird Annenhof das erste Mal nachweislich erwähnt. Darin berichtet Wilhelm Carl Stolle von einem kleinen Wendland, welches als „Strich Acker hinter Volksdorf an der Trebel“ beschrieben wurde. Es maß damals 336 Morgen und gehörte zur St.-Bartholomaei-Kirche. Zuvor war Annenhof ein Vorwerk des Gutes Volksdorf.
Im Jahr 1933 kam es zur offiziellen Gründung des Dorfes, dessen Name zwei Geschichten begründen sollen. Die erste berichtet, dass die Bewohner Volksdorfs ein Haus in der damaligen Ortsanlage Vorwerk als ander Hof bezeichneten, wovon sich der Name Annenhof ableitete. Eine weitere Geschichte, welche in der Geschichte der Stadt Demmin von Karl Goetze beschrieben steht, besagt, dass es nach der ehemaligen Gutsherrin Anna-Dorothea Freifrau von Mecklenburg, geb. von Thun, benannt wurde. Sie war eine Tochter des Gutsbesitzers Joachim Friedrich von Thun zu Schlemmin und dessen Ehefrau Johanna Christine Langwerth von Simmern.
Bereits zwei Jahre nach der Gründung, 1935, waren die 24 Häuser in Annenhof voll aufgesiedelt. Siedler aus der Umgebung, Mecklenburger, Rheinländer, Bremer, Ostpreußen und Hessen waren die ersten Bewohner.